# La Foire aux dinosaures
La Foire aux dinosaures (en anglais Bully for Brontosaurus, écrit en 1991) est le cinquième volume d'essais du paléontologue Stephen Jay Gould, diplômé de l'Université d'Harvard. Les essais ont été extraits de sa chronique mensuelle "This View of Life" dans le magazine Natural History, à laquelle Gould a contribué pendant 27 ans. Le livre traite, de manière typiquement discursive, de thèmes familiers à Gould : l'évolution et son enseignement, la biographie scientifique et les probabilités. 

## Contenu
L'essai « La foire aux dinosaures » ("Bully for Brontosaurus") traite de la théorie et de l'histoire de la taxonomie en débattant de la dénomination du Brontosaurus, qui devrait être un Apatosaurus.  
L'essai « Mamelons mâles et ondulations clitoridiennes » ("Male Nipples and Clitoral Ripples") traite de la question des arguments adaptatifs. Il dérive de certains travaux d'Elisabeth Lloyd, dont le livre de 2005 été consacré à Gould (et à ses parents), et utilise le cas de l'orgasme féminin pour développer le sujet de l'adaptabilité en profondeur et en largeur.
L'essai « L'insidieuse expansion du clone du fox-terrier » ("The Case of the Creeping Fox Terrier Clone") rappelle la disparition du « cheval de l'aube » au profit de Hyracotherium, et l'étrange erreur commise sur sa taille.

### Commentaires
- The Stan Musial of Essay Writing - par John Noble Wilford, The New York Times
- Critique de livre - Danny Yee